# Oxytropis falcata
Oxytropis falcata är en ärtväxtart som beskrevs av Aleksandr Andrejevitj Bunge. Oxytropis falcata ingår i släktet klovedlar, och familjen ärtväxter.

## Underarter
Arten delas in i följande underarter:
- O. f. falcata
- O. f. maquensis